# 横須賀市立武山中学校
横須賀市立武山中学校（よこすかしりつ たけやまちゅうがっこう）とは、神奈川県横須賀市武にある市立中学校。

## 沿革
- 1947年（昭和22年）10月10日 - 横須賀市立長井中学校より分離、横須賀市立武山小学校の跡地に開校。
- 1975年（昭和50年） - 現行地に移転。（跡地には横須賀市立富士見小学校が開校）
- 2009年（平成21年）5月 - 敷地内のクスノキが景観重要樹木に指定される[1]。

## 通学区域
2024年度は以下の通りである。
- 御幸浜
- 林
- 須軽谷
- 武
- 山科台
- 太田和

## 進学前小学校
- 横須賀市立富士見小学校 - 全域
- 横須賀市立武山小学校 - 全域
- 横須賀市立荻野小学校 - 林2丁目の内8番、9番、太田和1丁目（16番～28番を除く）、2丁目、3丁目の内697番～747番、1,165番～1,217番、4丁目

また、公立学校選択制により、以下の学校からも進学できる。
- 横須賀市立衣笠小学校 - 大矢部中学校が通学区域の地域のみ
- 横須賀市立大矢部小学校 - 大矢部中学校が通学区域の地域のみ
- 横須賀市立森崎小学校 - 大矢部中学校が通学区域の地域のみ
- 横須賀市立岩戸小学校
- 横須賀市立粟田小学校 - 岩戸中学校が通学区域の地域のみ
- 横須賀市立北下浦小学校
- 横須賀市立津久井小学校
- 横須賀市立野比小学校 - 長沢中学校が通学区域の地域のみ
- 横須賀市立長井小学校
- 横須賀市立荻野小学校 - 大楠中学校が通学区域の地域
- 横須賀市立大楠小学校

## 交通
- 京浜急行バス 一騎塚バス停より徒歩5分

## 著名な出身者
- 藤森安奈（陸上競技選手）